# Gertrude B. Elion
Gertrude Belle Elion, meglio conosciuta come Gertrude B. Elion (New York, 23 gennaio 1918 – Chapel Hill, 21 febbraio 1999), è stata una farmacologa e biochimica statunitense, vincitrice del Premio Nobel per la medicina nel 1988 insieme a James Whyte Black e George Herbert Hitchings per le importanti scoperte nel campo della farmacologia.
In particolare il loro uso di metodi innovativi di progettazione razionale di farmaci per lo sviluppo di nuovi farmaci è alla base della più moderna farmacologia. 
In passato le proprietà farmacologiche di molti medicinali erano state scoperte in maniera casuale, frutto di errori e prove di laboratorio. L'utilizzo di precisi target molecolari farmacologici ha permesso di sviluppare in maniera più celere molecole più efficaci di quelle che attualmente erano a disposizione. 
Il suo lavoro ha portato alla creazione dell'azidotimidina (AZT), il primo farmaco effecace nel trattamento dell'AIDS. Le sue opere ben note includono anche lo sviluppo del primo farmaco immunosoppressore, l'azatioprina, usato per combattere il rigetto nei trapianti di organi, e il primo farmaco antivirale di successo, l'aciclovir (ACV), usato nel trattamento dell'infezione da herpes.

## Carriera e ricerca
Elion occupò incarichi per il National Cancer Institute, American Association for Cancer Research e World Health Organization, tra le altre organizzazioni. Dal 1967 al 1983 è stata a capo del Dipartimento di Terapia Sperimentale per l'allora Burroughs Wellcome ,attualmente GlaxoSmithKline.
È stata assunta alla Duke University come professore a contratto di farmacologia e medicina sperimentale dal 1971 al 1983 e professore di ricerca dal 1983 al 1999.Nel 1989 le fu conferito un dottorato onorario dal Politecnico della New York University.
Invece di fare affidamento su prove ed errori, Elion e George Herbert Hitchings hanno scoperto nuovi farmaci usando un design razionale dei farmaci, che ha utilizzato le differenze nella biochimica e nel metabolismo tra normali cellule umane e agenti patogeni (agenti patogeni come cellule tumorali, protozoi, batteri e virus) per progettare farmaci che potessero uccidere o inibire la riproduzione di agenti patogeni particolari senza danneggiare le cellule umane. I farmaci che hanno sviluppato sono usati per trattare una varietà di malattie, come leucemia, malaria, lupus, epatite, artrite, gotta, rigetto del trapianto di organi (azatioprina) e herpes (aciclovir, che è stato il primo selettivo e farmaco efficace nel suo genere).La maggior parte dei primi lavori di Elion proveniva dall'uso e dallo sviluppo di derivati delle purine. Nel 1997 ha vinto il Premio Lemelson-MIT.
Le invenzioni di Elion includono:
- La mercaptopurina (purinetolo), il primo trattamento per la leucemia, è stata utilizzata anche nel trapianto di organi.[6][7]
- L'azatioprina (Imuran), il primo agente immunosoppressore, utilizzato per i trapianti di organi.[6]
- Allopurinolo (Zyloprim), per la gotta.[6]
- Pirimetamina (Daraprim), per la malaria.[6]
- Trimetoprim (Proloprim, Monoprim, altri),[6]per meningite, sepsi e infezioni batteriche delle vie urinarie e respiratorie.
- Aciclovir (Zovirax), per herpes virale.[6]
- Nelarabina per il trattamento del cancro.